# Казагранде, Валтер
Ва́лтер Казагра́нде Жу́ниор (порт. Wálter Casagrande Júnior; 15 апреля 1963, Сан-Паулу), известный как Казагранде — бразильский футболист, выступавший на позиции нападающего. В настоящее время занимается комментаторской деятельностью на телеканале «Rede Globo».

## Биография
За карьеру, с 1980 по 1996 год, Казагранде играл за большое количество клубов, среди них «Коринтианс», «Сан-Паулу», «Фламенго», «Паулиста», «Порту», «Торино» и др. Казагранде дважды выигрывал чемпионат штата Сан-Паулу в составе «Коринтианс» в 1982 и 1983 годах. Казагранде сыграл за «Коринтианс» 256 матчей и забил 102 гола.
В национальной сборной Бразилии провёл 19 матчей, забил 9 голов. Сыграл 3 игры на ЧМ-1986. Когда он играл в сборной, её тренером был Теле Сантана, сторонник яркого атакующего футбола, после отставки которого и своего отъезда в Европу Валтер потерял место в сборной.
В 1986 году, после ЧМ, уехал играть в Португалию, подписав контракт с «Порту», где провёл один сезон, в составе закрепиться не смог, играл редко, выиграл с командой Кубок чемпионов. Затем провёл 4 года в итальянском «Асколи», в составе которого был одним из лидеров, демонстрировал неплохую результативность, но каких-либо трофеев не выигрывал. Затем два года выступал за «Торино», выиграл в его составе кубок страны, также дошёл до финала Кубка УЕФА, где два его гола не помогли клубу переиграть «Аякс». В 1993 году вернулся в Бразилию и вместе с «Фламенго» вышел в финал Суперкубка Либертадорес, где в серии пенальти его клуб проиграл «Сан-Паулу». Затем сменил несколько клубов, после чего завершил карьеру.
В сентябре 2007 года после столкновения с припаркованной машиной Казагранде едва не лишился жизни и некоторое время находился в коме.
Он признался, что пристрастился к кокаину, после чего проходил курс профилактики, который занял 7 месяцев (начиная с сентября 2007 года). В своем интервью радио Jovem Pan Казагранде заявил, что проходил профилактику в одной из клиник Сан-Паулу. «Когда я ушёл из большого футбола, я чувствовал пустоту внутри себя. Мне не хватало того бешеного адреналина, который я получал на матчах, и чтобы хоть как-то отвлечься от этого, я был вынужден принимать наркотики». Казагранде позже добавил к вышесказанному: «Я пристрастился к кокаину и иногда принимал героин». Он сказал, что у него было четыре передозировки в 2005—2007 гг., и однажды он чуть не впал в кому. В апреле 2008 года он закончил лечение.

## Достижения

### Клубные достижения
- Чемпион штата Сан-Паулу: 1982, 1983
- Обладатель Кубка европейских чемпионов: 1986/87
- Обладатель Кубка Италии: 1992/93
- Финалист Кубка УЕФА: 1991/92
- Финалист Суперкубка Либертадорес: 1993

### Личные достижения
- Лучший бомбардир чемпионата штата Сан-Паулу: 1982 (28 мячей)